# Iuri Harcenko
Iuri Harcenko (n. 11 octombrie 1963, Roșcino⁠(d), Vyborgsky District⁠(d), RSFS Rusă, URSS) este un sportiv ce a reprezentat Uniunea Republicilor Sovietice Socialiste, medaliat olimpic. A participat la o ediție a Jocurilor Olimpice (1988) în care a câștigat o medalie de bronz.

## Participări
Lista de mai jos prezintă principalele competiții la care a participat Iuri Harcenko de-a lungul carierei.
- Sanie la Jocurile Olimpice de iarnă din 1988 – simplu masculin[*]